# Ungleicher Tausch
Der ungleiche Tausch (englisch Unequal Exchange) ist ein Begriff aus der Dependenztheorie und verwandten Weltsystemtheorie, der ein Ungleichgewicht im Warenaustausch zwischen den periphere Regionen und den Kernregionen beschreibt (die in der Modernisierungstheorie Entwicklungsländern und Industrieländern entsprechen). Die internationale Arbeitsteilung führt demnach zu einer Verschlechterung der Terms of Trade für die rohstoffexportierenden Entwicklungsländer. Durch die auf Rohstoffe konzentrierte Exportstruktur sind die peripheren Regionen in ein internationales System eingebunden, dessen Struktur durch eine Abhängigkeit von den industriellen Zentren gekennzeichnet sei. Produkte mit hohem Wissens- und Maschinenaufwand aus den hoch entwickelten Kernregionen erbringen höhere Preise (und Löhne) als die exportorientierte Ausfuhr von Rohstoffen und einfacheren Massenwaren (z. B. Bekleidung, Elektronische Geräte) aus den (semi)peripheren Regionen.

## Etymologie
Die Bezeichnung Ungleicher Tausch hat ihren Ursprung in der Weltsystem-Theorie. In der ursprünglichen Bedeutung ist die Aneignung von in der Peripherie produziertem Mehrwert durch das Zentrum gemeint. Ausschlaggebende Aspekte dieser Aneignung sind die unterschiedlichen Stärken der Nationalstaaten und die unterschiedlichen politischen Interventionsmachten.

## Ursachen
Ursachen für den ungleichen Tausch sind der unterschiedliche Einfluss der Nationalstaaten, das niedrige Bildungsniveau und die geringe Industrialisierung, sowie Rückstände in der Mechanisierung bzw. Technisierung in den Entwicklungsländern.
Im Gegensatz zu den Fertigwaren, die von den Industrieländern exportiert werden, nimmt die Nachfrage nach Rohstoffen, den Exportprodukten der Entwicklungsländer, bei steigendem Einkommen nur unproportional zu. Steigt das Einkommen, so wird ein immer kleinerer Einkommensteil für Rohstoffe ausgegeben. Das liegt daran, dass der Konsum von Rohstoffen nicht unbegrenzt gesteigert werden kann, es tritt eine Marktsättigung ein. Darüber hinaus werden durch technologische Entwicklungen und Innovationen Einsparungen im Verbrauch von Rohstoffen ermöglicht, was die Möglichkeit für die Entwicklungsländer mindert, für ihre Rohstoffexporte höhere Preise zu erzielen.
Eine weitere Ursache für den ungleichen Tausch ist das kapitalistische Wirtschaftssystem, das nach Max Weber mit „dem Streben nach Gewinn und immer erneutem Gewinn im kapitalistischen Einzelbetrieb mit dem Kapitalismus identisch“ ist. Der Wettbewerbskampf, der Kampf um materiellen Status und das Anstreben einer ständigen wachsenden Wirtschaft, um in jeglicher Weise Profit daraus zu erlangen, führt zu einem ungleichen Austauschverhältnis zwischen den verschiedenen Ländern.